# Izz ad-Din Salim
Izz ad-Din Salim, dawne nazwisko Abd az-Zahra Usman Muhammad (ur. 1943 w Basrze, południowy Irak, zm. 17 maja 2004 w Bagdadzie) – iracki działacz polityczny, pisarz i filozof.
Od młodości aktywny w ruchu szyickim; studiował filozofię i politykę, wiele lat spędził na emigracji w Kuwejcie i Iranie. Odbył również studia teologiczne w Iranie, uzyskując stopień mudżtahid (znawca i nauczyciel Koranu).
Wydawca prasy codziennej oraz magazynów, autor ponad 40 książek dotyczących polityki oraz islamu. Działał w organizacji szyitów irackich – Najwyższej Radzie Rewolucji Islamskiej w Iraku; stał na czele szyickiej partii przeciwników Saddama Husajna Zew Islamu w Basrze.
Od lipca 2003 był członkiem irackiej Rady Zarządzającej, powołanej przez Amerykanów. Od 1 maja 2004 sprawował w niej rotacyjne, miesięczne przewodnictwo (zastąpił Massuda Mustafę al-Barzaniego). Zginął w zamachu, w wyniku wybuchu samochodu-pułapki; kierowanie Radą przejął Ghazi Maszal Adżil al-Jawar.
Salim był drugim zabitym w zamachu członkiem Rady, we wrześniu 2003 zginęła Akila al-Haszimi.